# Cateri
 Cateri  (en corso I Cateri) es una población y comuna francesa, en la región de Córcega, departamento de Alta Córcega, en el distrito de Calvi y cantón de Belgodère.

## Demografía
| 184 | 184 | 191 | 251 | 210 | 219 | 209 | 202 | 234 |
| Para los censos de 1962 a 1999 la población legal corresponde a la población sin duplicidades (Fuente: INSEE [Consultar]) |     |     |     |     |     |     |     |     |